# أليكس كونج
أليكس كونج (بالإنجليزية: Alex Gong)‏ هو ملاكم تايلندي أمريكي، ولد في 14 أكتوبر 1970 في سان فرانسيسكو في الولايات المتحدة، وتوفي بنفس المكان في 1 أغسطس 2003.